# 근거 없는 Rumor
〈근거 없는 Rumor〉(根も葉もRumor 네모하모루모어[*])는 AKB48의 58번째 싱글이다. 타이틀 곡의 센터 포지션은 오카다 나나가 맡는다.

## 발매 배경
전작 〈실연, 고마워〉 로부터 약 1년 6개월 만의 싱글이다.
이번 싱글부터는 자매 그룹 멤버들이 참여하지 않고 AKB48 본점 멤버 단독으로 참가한다.
오카다 나나가 자바자 이후로 3년 6개월만에 센터로 복귀했다.
혼다 히토미가 아이즈원 활동을 끝내고 AKB48에 복귀하면서 참가한 싱글이다.

## 선발 멤버
- 굵은 글씨는 첫 선발

근거 없는 Rumor
(센터 : 오카다 나나)
- AKB48팀 A: 요코야마 유이(최연장자)/무카이치 미온(총감독)/치바 에리이/니시카와 레이
- AKB48팀 K:무토 토무
- AKB48팀 B:쿠보 사토네/카시와기 유키(최연장자)/타니구치 메구
- AKB48팀 4:오카다 나나/무라야마 유이리(캡틴)/야마우치 미즈키
- AKB48팀 8:시타오 미우(팀A)/오구리 유이(팀A)/오카베 린(팀A)/쿠라노오 나루미(팀K)/요코야마 유이(팀K)/혼다 히토미(팀B)/오오니시 모모카(팀4)